# نرگسلو علیا
نرگسلو علیا، روستایی از توابع بخش مرکزی شهرستان بجنورد در استان خراسان شمالی ایران است.این روستا به فاصله ۶ کیلومتر،  در ضلع جنوبی بدرانلو قرار دارد. زبان این روستا کردی کرمانجی می باشد.این روستا در دره‌ای با باغهای سرسبز قرار دارد که به صخره های سنگی منتهی می شود . در این روستا سنگ نگاره ای به نام «سنگ نگاره تکه» با قدمت حدوداً ۵۵۰۰ ساله وجود دارد که توسط غارنشینان با گل اخرا ترسیم شده است و شامل اشکالی ترسیم شده از درختان و بزهای کوهی می‌باشد. از میان روستا رودخانه ای روان و چهار فصل جاریست که در نهایت به رودخانه اترک متصل می شود.

## جمعیت
این روستا در دهستان بدرانلو قرار دارد و براساس سرشماری مرکز آمار ایران در سال ۱۳۸۵، جمعیت آن ۲۳۷ نفر (۶۵خانوار) بوده‌است.